# LibreOffice Writer
LibreOffice Writer es el componente procesador de texto de código abierto del paquete de software LibreOffice y es una bifurcación de OpenOffice.org Writer. Writer es un procesador de texto similar a Microsoft Word y a WordPerfect de Corel, con algunas funcionalidades idénticas.
LibreOffice Writer se publica bajo la Licencia Pública General Reducida de GNU v3.
Al igual que todo el paquete LibreOffice, Writer puede ser utilizado en diversas plataformas, incluidas Linux, FreeBSD, macOS y Microsoft Windows.

## Características
Writer es capaz de abrir y guardar documentos en varios formatos, incluyendo el Formato de Documento Abierto 1.3 Extendido (ODT es su formato predeterminado), DOC, DOCX y RTF de Microsoft Word, y XHTML.
Writer ofrece varias funcionalidades, como la inclusión de un mecanismo de completado de palabras para escritura predictiva y la capacidad de exportar a formato PDF.
Incluye:
- Plantillas y estilos
- Un corrector ortográfico (Hunspell)[5][6]
- Contador de palabras y caracteres[7]
- Métodos de diseño de página, incluyendo marcos, columnas, y tablas
- Capacidad para embeber o enlazar gráficos, hojas de cálculo, y otros objetos
- Herramientas de dibujo incorporadas
- Reemplazo de representación de texto de Java por representación de texto nativa lo cual mejora grandemente la legibilidad[8][9]
- Las cuadros de diálogo en Java preexistentes han sido reemplazadas por cajas de diálogo nativas más sencillas.[10]
- Compatibilidad de color y estilos de línea para las columnas y líneas de separación de las notas a pie de página. Esto mejora la compatibilidad de LibreOffice con ODF[8]
- Patrones de documentos para agrupar una colección de documentos en un documento único
- La capacidad de importar y editar archivos PDF.[11]
- Compatibilidad de archivos significativamente mejorada cuando se trata con Microsoft Word, comparado a OpenOffice[10]
- Integración de base de datos, incluida una base de datos bibliográfica
- Exportación a PDF, incluidos marcadores
- Combinación de correspondencia[12]
- Editor de ecuaciones (LibreOffice Math)[13]
- Automatizable mediante secuencias de órdenes y controlable remotamente vía UNO API
- Indización
- Corrección automática al escribir
- Compleción automática
- Selección de elementos no consecutivos en Modo Añadir[14]